# Sauternes
Sauternes é uma comuna francesa na região administrativa da Nova Aquitânia, no departamento da Gironda. Estende-se por uma área de 11,33 km². Em 2010 a comuna tinha 805 habitantes (densidade: 71,1 hab./km²).